# Hongdu L-15
Die Hongdu L-15 Falcon (chinesisch 獵鷹 / 猎鹰, Pinyin Lièyīng – „Wildfang, Beizvogel“), auch als JL-10 bezeichnet, ist als überschallschnelles zweistrahliges Trainingsflugzeug und leichtes Erdkampfflugzeug konzipiert. Es wird seit 2004 von der Hongdu Aviation Industry Group (HAIG) in Nanchang, China entwickelt. Die Entwicklung wurde durch das OKB Jakowlew unterstützt, die L-15 basiert zum großen Teil auf der Jak-130.

## Varianten
- L-15A: Progress Al-222-25, 7 Aufhängungen.[4] Unterschallvariante.
- L-15B: Progress Al-222-25F (mit Nachbrenner),[5] 9 Aufhängungen.[4] Überschallvariante.
- JL-10: Marineversion in Entwicklung für den Einsatz zur Schulung auf mit CATOBAR ausgerüsteten Flugzeugträgern.[6]

## Nutzer
- Volksrepublik China: 2 JL-10-Trainer[1]
- Sambia: 6 L-15Z[1][4]

## Interessenten
- Uruguay: 8[4]
- Venezuela[7]

## Technische Daten (L-15B)

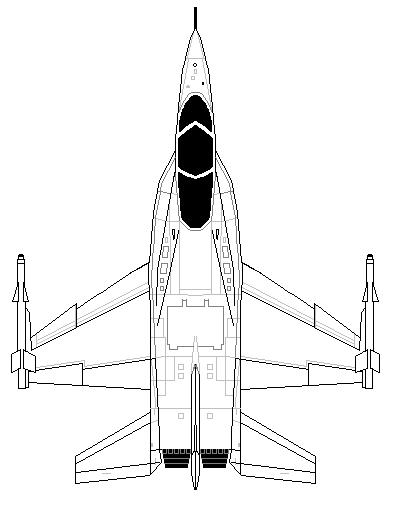
Aufsicht der Hongdu L-15

| Kenngröße             | Daten                                                                                      |
| --------------------- | ------------------------------------------------------------------------------------------ |
| Besatzung             | 2                                                                                          |
| Länge                 | 12,27 m                                                                                    |
| Spannweite            | 9,77 m                                                                                     |
| Höhe                  | 4,80 m                                                                                     |
| max. Startmasse       | 9500 kg                                                                                    |
| Höchstgeschwindigkeit | Mach 1,4                                                                                   |
| Dienstgipfelhöhe      | 16.000 m                                                                                   |
| Reichweite            | 3100 km                                                                                    |
| Triebwerke            | 2 × Mantelstromtriebwerk ZMKB Progress Al-222-25F mit einem Standschub von jeweils 24,5 kN |